# 松本彦七郎

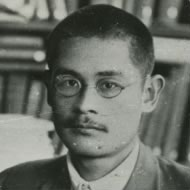
松本彦七郎

松本 彦七郎（まつもと ひこしちろう、1887年6月9日 - 1975年9月1日）は、日本の動物学者、地質学者、古生物学者、人類学者、考古学者、博物学者。
大正時代に、仙台湾周辺の貝塚において層位学的な発掘調査を行い、科学的・実証的な発掘調査法と編年学の基礎をつくった。戦後、花泉遺跡の調査を行い、ハナイズミモリウシ（Lephobison hanaizumiensis)の命名者としても著名である。日本哺乳動物学会名誉会員。

## 主な業績
動物分類学を出発点に、初めて詳細な土器の型式分類を試み、その紋様構成の系統について進化論的な新しい見方を示したほか、地質学における分層発掘の方法を取り入れ、堆積層によって土器の紋様・厚さ・器種の構成比が異なってくることを見出し、日本最初の層位学的な研究を実施、考古学における層位論研究の開祖となった。また、石器時代人骨や古人類、大型哺乳類の化石研究にも精力的に取り組み、ゾウの臼歯化石から日本列島に独自のゾウがいたことを最初に発見、ゾウ化石を基にしたゾウの系統進化の研究は国際的に知られた。東京大学在学中に行なったクモヒトデ類の分類学的研究では多数の新種を記載し、帝国学士院賞を受賞した。

## 略歴
栃木県小山市生まれ。栃木県立二中、第一高等学校を経て東京帝国大学理科大学動物学科卒業。同大大学院・助手を経て、1914年東北帝国大学理科大学地質鉱物学教室講師。1917年クモヒトデの研究で理学博士の学位取得。1918年（大正7年）、地質調査所にあった石川県戸室山産とされていたゾウの臼歯化石からアケボノゾウの存在を明らかにし、日本固有種のゾウがいたことを発見した。岩手県の獺沢貝塚、宮城県の大木囲貝塚や里浜貝塚、宝ヶ峯遺跡などでの発掘では、層位を細かく分けて新旧関係を考察する層位学的な調査方法を実践し、出土する遺物の違いが同時代の種族の差異によるものではなく、時代の新旧関係によるものであることを明らかとし、1918年（大正7年）には、それら貝塚の分層発掘の成果として「地層累重の法則」と「標準化石の概念」を発表し、層位学の理論を完成させた。1919年にはじめて土器型式による縄文土器編年を示し、山内清男の縄文時代編年研究に多大な影響を与えた。
1920年助教授となり、古生物学研究のため、英米独に留学。留学中の1921年に、クモヒトデの研究で帝国学士院賞を受賞。帰国後、1922年に教授となり、地質学第三講座の担当となり、後に古生物学講座を担当した。
1933年3月31日、文官分限令第1項第4号により休職を命じられ、1935年3月30日に休職満期となり、退官させられた。文官分限令による処分適用例としては第一号となった（第二号は滝川事件の滝川幸辰京大教授）。東北帝国大学医科大学教授丸井清泰による「変質性精神病質症殊に偏執病」との診断に基づく処分だったが、遺族によると、当時まだ懐疑的だった日本における旧石器時代の存在を指摘したことがその当時盛り上がりを見せていた皇国史観と合わなかったことや学内の勢力争いのためとされる。国内の旧石器時代の有無については、1931年に直良信夫が旧石器人と思われる化石人骨などを発見していたが専門家でないことから学界では否定されていた（日本列島の旧石器時代が正式に認められたのは戦後）。
戦後、仙台市内の東北高等学校の教員を務める傍ら、岩手県花泉遺跡の膨大な獣骨が、1953年に元筆頭助手で同じく東北大学を追われた三島学園講師曾根廣によって持ち込まれ(12月曾根死去）、厳冬の1954年（昭和29年）2月に遺跡の発掘調査を決行する。オオツノシカの角を掘り出し、「花泉で死に花を咲かせてみせる」を信念とし、再び研究に没頭する。1955年に福島県立医科大学進学課程教授として復帰。1966年9月にはワイマール大学にて開催された第2回国際地質学古生物学大会において、日本の旧石器時代に関する講演を行った。1966年（昭和41年）11月、勲三等旭日章授与。1975年（昭和50年）9月1日逝去。享年89。

## 没後
1985年度に花泉町教育委員会によって「花泉遺跡発掘調査推進計画」が策定され、1985年（昭和60年）から1988年にかけて発掘調査が実施され、1993年に『花泉遺跡』調査報告書（花泉遺跡発掘調査団）が刊行されている。
松本彦七郎の遺族（三男）によって、「陰湿な業績抹殺と、いわれなき理由による公職からの追放の実態とを明らかにし、父の業績の正当な評価と、名誉回復とを目的」に、『理性と狂気の狭間で 前・後編 ／副題 松本彦七郎東北大学理学部教授は如何にして、不当に強制退職処分に付せられたか。』（松本子良 2003）が自費出版されている（目次:事件のあらすじ/母と矢部(長克)教授・小林(巌)理学部長との接触/事件の詳述/名誉回復の足どり/事件の周辺の人々/最後に残る疑問について/父は何故沈黙を守ったのか/丸井(清泰)「診断書」に対する疑問(浅野弘毅)/松本彦七郎博士の業績について(渡辺兼庸) /何故後編を書くのか/処分にかかわる資料の存在とその内容とについて/父の諸論文について/一葉の記念写真は何を物語るか/東北帝国大学内部の声/父の旧石器時代の土器について/怪文書「本邦鮮新系上部及洪積系の化石文化式別大要」)。

## 親族
息子に哲学者の松本彦良。1950年（昭和25年）に東北大学の助教授に就任したが、1958年に脳腫瘍により39歳で死去。三男・松本子良。
九州の火山研究で著名な地質学者で、熊本工業専門学校校長、熊本大学初代理学部長であった松本唯一（まつもと ただいち、1892年9月23日 - 1984年1月20日）は実弟である。その妻・鸞子は、日本と西洋列強との不平等条約撤廃を訴え、シカゴで開かれた第一回万国宗教会議(1893年)でも演説した仏教活動家・平井金三の娘で、その息子に金沢大学理学部名誉教授の松本たけ（山冠に松）生。

## 論文
- 国立情報学研究所収録論文 国立情報学研究所
- 「蛇尾綱発達史並に該綱新分類法の一端」（『動物学雑誌』25巻300号 1913）
- 「蛇尾綱新分類法」（『動物学雑誌』27巻322〜326号 1915）
- 「ステゴドン 欧州に産するか」（『動物学雑誌』28巻329号 1916）
- 「ピルトダウン頭骨に対するオスボーンの見解」（『動物学雑誌』28巻333号 1916）
- 「日本産クモヒトデ類総図説(英文）」（『東京帝国大学理科大学紀要』 1917）
- 松本彦七郎 (1917-11-15). “アシカとトヾとは種別なり”. 動物学雑誌 (社団法人日本動物学会) 29 (349):  379-381. ISSN 00445118. NAID 110004661899.
- 「予の新石器時代観」（『動物学雑誌』29巻342号 1917）
- 「獺沢介塚の人骨」（『動物学雑誌』29巻342号 1917）
- 「日本在来馬の新特徴」（『動物学雑誌』29巻346号 1917）
- 「アイヌの鼻孔及口蓋」（『動物学雑誌』30巻354号 1918）
- 「北海道に類弥生式土器」（『人類学雑誌』33-8 1918）
- 「日本先史人類論」（『歴史と地理』3-2 1919）
- 「陸前国宝ヶ峯遺跡の分層的小発掘成績」（『人類学雑誌』34-5 1919）
- 「宮戸嶋里浜及気仙郡獺沢介塚の土器、附、特に土器紋様論」（『現代之科学』7-5・6 1919）
- 「宮戸島里浜介塚の分層的発掘成績」（『人類学雑誌』34-9・10 1919）
- 「仙台附近のナベウサギ 附日本兎の学名」（『動物学雑誌』32巻376号 1920）
- 「Notes of the Stone Age People of Japan」（『American Anthropologist』N.S.,23 1921）
- 「二三石器時代遺跡に於ける抜歯風習の有無及様式に就て」（『人類学雑誌』37-8 1922）
- 「陸前国桃生郡小野村川下り響介塚調査報告」（『東北帝国大学理学部地質学古生物学教室研究邦文報告』7・8 1929）
- 「陸前国登米郡南方村青島介塚調査報告」（『東北帝国大学理学部地質学古生物学教室研究邦文報告』9 1930）
- 「陸前国名取郡西多賀村の三石器時代乃至直後遺蹟（1）〜（2）」（『考古学雑誌』20-3〜4 1930）
- 「松島町の興味ある二三考古遺蹟（1）〜（2）」（『仙台郷土研究』9-2〜3 1939）
- 「松島町なる尚ほ若干の考古遺跡（1）〜（5）」（『仙台郷土研究』9-8〜12 1939）
- 『仙台附近の茸 東北菌類図譜』（仙台郷土史叢書 1953)
- 「陸中国西磐井郡花泉金森発見の鮮新紀末葉化石床の哺乳類」（森一と共著『動物学雑誌』65 1956)
- 「陸中国西磐井郡花泉金森発見の鮮新紀末葉化石床兼古人類遺跡出土乃至遺痕跡」（森一・丸井佳寿子と共著『自然科学と博物館』25-7・8 1958)
- 「仙台市上部鮮新上部埋木層群関係出土の石器」（森一・丸井佳寿子と共著『自然科学と博物館』26-11・12 1959)
- 「On the Discovery of the Upper Pliocene Fossiliferous and Culture-bearing Bed at Kanamori,Hanaizumi Town,Province of Rikuchu」（『Bull.Nat.Sci.Mus.,S.(東京国立科学博物館紀要）』4-3 1959)
- 「下部鮮新紀氷河と天王寺植物群」（森一・丸井佳寿子と共著『自然科学と博物館』27-9・10 1960）
- 「花泉含化石層およびその上下層の時代論」（『自然科学と博物館』30-9・10 1963）
- 「誤られた日本産巨鹿類」（『哺乳動物学雑誌』6(1): 25-32, 1974)

## 歌集・随筆
- 『野に立ちて』（1937)

```
人並を 外るると神に 偽ると 何れを重き 罪と宣まう
こがらしの 風上迥（はる）く 目も眩（はゆ）き 分水嶺に かかる綿ぐも
```

- 『星の花園（欧洲二十日旅）』（1970)

```
アルペンの エリカの花も しのばまく み国は萩ぞ 今盛りなる
```

- 「反故籠」『南光学園八十年史』（東北高等学校）（1974)

　踏む足も　わが物ならず　揺れ揺れて　危くわたる　峡のかけ橋
　いただきを　雲に隠すか　荒雄岳　共に紅葉の　錦かざれど

## 賞詞
- 帝国学士院賞（1920年（大正9年）-1922年（大正11年））
- 叙勲三等授旭日章（1966年（昭和41年）11月）

## 文献・脚注
1. ↑  訃報松本彦七郎先生. 哺乳動物学雑誌, 6(5,6)表紙3, 1976
2. 1 2  ミュージアムトーク東北大学総合学術博物館『オムニヴィデンス』31号、2009.4, p7
3. ↑  考古学と地質学間に生じた層序認識の違いとその原因 : 地質学研究者の視点から 鬼頭剛 (愛知県埋蔵文化財センター, 2004-03)  掲載雑誌名:愛知県埋蔵文化財センター研究紀要. (5)
4. 1 2  日本古生物学界の生い立ち　第3回恐竜・デスモ・ナウマンゾウ亀井節夫、Dinosaurs. 6 (1) (15)(福井県立恐竜博物館, 2005-07-01)
5. ↑  学位記　栃木県平民　松本彦七郎
6. ↑  富山の発掘八十年藤田富士夫、埋文とやま : 富山県埋蔵文化財センターニュース. (94) (富山県, 2006-03-20)
7. 1 2  ある自伝の余白に吉田隼人、ふげん社、2016.8.24
8. 1 2  木田 元『闇屋になりそこねた哲学者』 ちくま文庫、2010/05/10
9. ↑  戦前合州国に留学した精神病学者たち(下)-松原三郎,斎藤玉男,石田昇ほか岡田靖雄、Journal of the Japan Society of Medical History 40(4), p413-434, 1994-12、日本医史学会
10. ↑  『理性と狂気の狭間で 前・後編 ／副題 松本彦七郎東北大学理学部教授は如何にして、不当に強制退職処分に付せられたか。』（松本子良 2003）
11. ↑  舊石器時代問題『岩波講座日本歴史. 第1』国史研究会 編 (岩波書店, 1935)
12. ↑  研究室の沿革と現況（哲学）東北大学文学部／大学院文学研究科哲学倫理学合同研究室
13. ↑  平井金三における明治仏教の国際化に関する宗教史・文化史的研究[リンク切れ]吉永進一ほか、科研報告書、平成 16年度 ～18年度
14. ↑  暁烏文庫と父，松本唯一 松本たけ生、こだま : 金沢大学附属図書館報. (135)金沢大学附属図書館広報委員会 (金沢大学, 1999-10-01)